# Matematická logika
Matematická logika je vědní disciplína nacházející se na rozhraní mezi logikou a matematikou. Zabývá se zkoumáním, formalizováním a matematizováním zejména těch oblastí logiky, na jejichž základech je postavena matematika. V centru jejího zájmu jsou pojmy jako důkaz, teorie, axiomatizace, model, bezespornost, úplnost, rozhodnutelnost.
Rozhodnutelnost je vlastnost exaktního světa, nelze ji instalovat v přirozeném světě vágní a subjektivní lidské psýchy. Jakákoliv logika může být postavena pouze v exaktním světě nad umělým formálním jazykem.. Slovní Aristotelskou logiku používající přirozený jazyk, je tak nutno považovat pouze za předobraz logiky, i když z hlediska vývoje logiky významný.

## Matematická logika je exaktní věda
Matematická (též formální) logika je založena a budována jako exaktní věda. Její exaktnost (podobně jako jiných exaktních věd) tkví v tom že, jak formální (matematické) objekty, tak i operace nad nimi jsou exaktně vytyčeny (tj. s nulovou vnitřní vágností významu), tedy tak, že každý ve formální logice (v dané exaktní vědě) vzdělaný člověk naprosto přesně (bez jakýchkoli pochyb) ví, co znamenají. To je podstata exaktnosti této disciplíny. V exaktních vědách se objevuje ještě jinak chápaná exaktnost, a to použitých metod a jimi získaných výsledků. Používají se metody exaktní (viz Matematika), pokud jsou k dispozici, a pokud nejsou, tak i přibližné. Jazyk logiky je formální jazyk a může reprezentovat (vypovídat o, popisovat) pouze entity exaktního světa. Nelze tedy např. ve formální logice za proměnnou považovat konstrukt přirozeného jazyka (slovo, větu), neboť má inherentně vágní, subjektivní a emocionální interpretaci (říkáme jí konotace), což je v rozporu s požadavkem příslušnosti do exaktního světa. Je to omyl, se kterým se lze setkat v některých učebnicích logiky a umělé inteligence, porušením podmínky exaktní interpretace, a tak vybočením z hranic exaktního světa. Nelze zaměňovat (poměrně volně chápanou) logiku a formální logiku. Entity reálného světa může formální logika reprezentovat pouze prostřednictvím veličin, které mají tu vlastnost, že jsou měřitelnou elementární součástí světa reálného (sondami do něho, či jeho zástupci), i součástí světa exaktního (mají exaktní interpretaci), a tak tvoří most mezi oběma světy. Poznání uskutečněné s použitím veličin nazýváme umělé (exaktní Newtonovo) a poskytuje znalosti s nulovou vnitřní vágností viz věda. I formální jazyky musí (z mnoha důvodů) být schopny reprezentovat informaci s vágností. Jelikož vnitřní vágnost to být nemůže (z principu nesmí), může to být pouze jazykově uchopitelná nejistota (vnější vágnost), a pro ten účel je k dispozici (jazykové rozšíření o) popis fuzzy nebo stochastickými hodnotami veličin, a fuzzy či stochastickými vztahy mezi veličinami. Takové rozšíření expanduje aplikovatelnost jazyka – jeho vyjadřovací sílu. Princip je ten, že připustíme-li více nejistoty, můžeme se dovědět (viz poznání, věda), a tak i jazykově reprezentovat (tedy i sdělovat) více. Na toto reaguje formální logika budováním svých modifikací umožňujících reprezentovat a zpracovávat informaci s (jazykově uchopitelnou, tedy vnější) nejistotou, jako např. fuzzy logika.

## Základní disciplíny
Současná matematická logika se dělí na tři rozsáhlé disciplíny, které spolu úzce souvisejí. Jsou to teorie důkazu, teorie modelů a teorie aritmetiky.
- Teorie důkazu se zabývá vytvářením a zkoumáním různých formálních deduktivních systémů jakožto základů pro pojem formálního důkazu. Používá čistě finitní metody nejčastěji aplikované na konečné posloupnosti znaků či slov.
- Teorie modelů se zabývá zkoumáním obecného pojmu matematické struktury a platnosti nějakého tvrzení v této struktuře. Zejména se zajímá o pojmy jako jsou homomorfismus struktur, definovatelnost, axiomatizovatelnost, saturovanost, elementární vnoření. Zcela běžně používá infinitní metody teorie množin a výsledky, kterých lze v teorii modelů dosáhnout, jsou často závislé na přijetí či odmítnutí nějakého dodatečného množinového axiomu (axiom výběru, zobecněná hypotéza kontinua).
- Teorie aritmetiky se zabývá zkoumáním formálních aritmetických systémů jako jsou Robinsonova a Peanova aritmetika a struktury v nich definovatelných množin přirozených čísel. Úzce souvisí s teoretickou informatikou zejména s teorií rekurze a teorií složitosti. Zajímá se také o možnosti „aritmetizace logiky“, tj. vyjádření některých logických pojmů, postupů a tvrzení v řeči přirozených čísel, a o to, jaké důsledky tato aritmetizace přináší (jedním z nich jsou například slavné Gödelovy věty o neúplnosti).